# Tommaso Illirico
Tommaso Illirico, o Tommaso da Osimo (Aurana, 1484 – Carnolès, 1528), è stato un frate francescano.
Predicatore itinerante, combatté la riforma luterana, ma soprattutto i valdesi, dopo essere stato nominato da Clemente VII inquisitore generale per gli stati sabaudi. Autore di Sermones e di trattati polemici antiprotestanti: Libellus de potestate Summi Pontificis (1523); Conditiones veri pastoris animarum (1523); In lutheranas haereses clypeus catholicae Ecclesiae (1524). Nelle polemiche sul primato del papa sostenne la superiorità del concilio.

## Biografia
Tommaso alcuni anni dopo il 1484, emigra con i suoi genitori ad Osimo nelle Marche. Passa la sua gioventù in campagna, lavorando nei campi e nell’allevamento delle capre. Attira l’attenzione di alcuni frati francescani di Osimo, che lo persuadono ad unirsi al loro ordine, quello dei frati minori. Diventa sacerdote all’età di 25 anni e comincia a predicare nei villaggi vicini. Si imbarca diverse volte in pellegrinaggi verso Santiago di Compostela (1515, 1518-1522). Nel frattempo continua a predicare, non solo nelle campagne marchigiane, ma pure in centri urbani maggiori come Genova, Parma, Rimini, Pesaro e Ragusa, come pure in diverse città francesi.
Durante il suo secondo viaggio in Spagna, Tommaso predica lungo la via in numerose città spagnole e francesi (incluse Aix, Grenoble, Tolosa, Nérac, Montauban, Cahors, Villefranche-de-Rouergue, Condom, Bordeaux, Foix, Ginevra). Sulla via del ritorno, predica ancora nella Francia meridionale, dove stabilisce un romitaggio (nella regione chiamata La Teste de Buch, vicino a Arcachon).
Per il 1522 Tommaso è di ritorno in Italia settentrionale (in Piemonte ed a Torino, dove compone la sua prima opera anti-luterana. Il 18 gennaio 1527, il papa Clemente VII lo nomina Inquisitore generale nella sua lotta contro i Luterani e i Valdesi nel Ducato di Savoia. Tommaso, ciononostante, continua la sua vita di predicatore itinerante sulla costa mediterranea (Monaco, Nizza, ecc.).
Muore alla fine del 1528, durante una solitaria meditazione, ed è seppellito nella chiesa conventuale di Notre Dame de Carnolès. Tommaso lascia una serie di opere spazianti dai sermoni, lettere, opere apologetiche contro i Luterani ed altri “scismatici”. In questi ultimi scritti egli non si occupa solo di difendere il Cattolicesimo tradizionale contro le critiche della Riforma protestante, ma sollecita egli stesso una riforma che avesse potuto far ritornare la Chiesa alla sua purezza evangelica.
R. Darricau, in Thomas Illyricus, Catholicisme XIV, 1212, scrive: “Egli occupa un posto importante nel potente movimento di rinnovamento spirituale che all’inizio del XVI secolo si sforza di guarire l’Europa dalla sua crisi morale e religiosa. A questo titolo può essere contato fra coloro che, ben prima del Concilio di Trento, hanno preparato la via della Riforma cattolica”.

### Opere
- Litterae. Epistolae (Toulouse: Jean Febvre, 1519) [una piccola collezione, composta o a Tolosa o a La Teste de Buch, contenente una lettera al senato di Tolosa sul difendere il nome di Gesù (7 febbraio, 1519), una lettera agli studenti dell'università di Tolosa (16 agosto 1519), una lettera diretta ai fedeli ‘de ordine servando in matrimonio ac de laudibus matrimonii’ (15 febbraio 1519), e una lettera non datata ai soldati del re di Francia (‘ad milites sub rege Francorum christianissimo militantes, pro salute animarum suarum, cum quibusdam regulis ac ordinibus, directa.’), e che fornisce aiuto spirituale per la salvezza delle loro anime. Su questa collezione e le singole lettere, vedasi le opere di Gelcich, Mauriac, Bacotich, e Godfroy.
- Testamentum (Toulouse, 1520) [composto il 26 aprile 1519]
- Littera ad Omnes Christifideles contra Hypocritas (Limoges, 1520).
- Epistola ad Ragusanos de Invicem Habenda Caritate: MS BAV, Lat. 6894 (6989) f. 4. (riferimento in Mauriac, (1925), 384.)
- Sermones Aurei (Toulouse, 1521) [50 sermoni pronunciati a Tolosa: 25 su Cristo e 25 su Maria. Si tratta di una trascrizione fatta dal segretario di Tommaso, il frate Masseo Bruna di Frossasco.
- Libellus de Potestate Summi Pontificis (…) qui Intitulatur Clipeus Status Papalis (Turin, 1523) [opera di sette trattati apologetici che attaccano abusi nella chiesa. Due di questi trattati sono di fatto opere di Jean Gerson, (cioè Casus Septem in Quibus Pontifex est Auferibilis de Papatu and the Modus se Habendi Tempore Schismatis). Un altro trattato, la Invectiva contra Malos Christianos dipende pure da un'opera del Gerson (cioè Declaratio Defectuum Virorum Ecclesiasticorum). Fra questi trattati di riforma, Tommaso pure inserisce un sermone anti-luterano sulle clavis Petri. Il volume inizia con quattro lettere dedicatorie, rispettivamente a Papa Adriano VI (datata in Torino, 12 novembre 1522), ta Carlo III, Duca di Savoia (datata Torino, 12 novembre 1522), al popolo di Lione (datata 22 febbraio 1522), e a Giovanni di Lorena, vescovo di Valencia (datata 12 maggio 1522)]
- In Lutherianas Hereses Clipeus Catholicae Ecclesiae (Turin, 1524) [Trattato sui sacramenti della Chiesa e diretto contro le persuasioni di Lutyero e dei suoi sostenitori. L'opera contiene pure una lettera dedicatoria a Paèpa Clemente VII ed al vescovo Augustine Grimaldi].
- S’ensuyt l’epistre de fr. Thomas Illyric(…) à tous les chrétiens sur le mariage (Poitiers, s. d. c. 1525) [Traduzione di una lettera pubblicata a Tolosa (1519)?]
- Le sermon de charité (Saint-Nicolas du Port, 1525) [Sermone anti-luterano]
- Devotes Oraisons (Paris, 1528) [preghiere e cantici ‘pour induire et inciter le peuple à devotion’]
- Prophétie faicte par frère Thomas Iliric [traduzione di una presunta profezia italiana di Tommaso Illirico], pubblicata in Brunet, Manuel du Libraire (Paris, 1864) V, 832.
- A Tommaso è anche attribuito un Tractatus de Conceptione Virginis, che con ogni probabilità è un estratto del sermone 26 dei Sermones Aurei collection.
- Quadragesimales Conciones et Adventus, attribuitogli da Sbaralea.